# Crevenicu
Crevenicu è un comune della Romania di 1 642 abitanti, ubicato nel distretto di Teleorman, nella regione storica della Muntenia. 
Il comune è formato dall'unione di 2 villaggi: Crevenicu e Rădulești.